# Sint-Huibrechts-Lille
Sint-Huibrechts-Lille (fr. Lille-Saint-Hubert) – dzielnica (deelgemeente) gminy Pelt w Belgii, w Regionie Flamandzkim, w prowincji Limburgia, w okręgu Maaseik. 1 stycznia 2020 roku liczyła 3410 mieszkańców. Do 31 grudnia 1976 samodzielna gmina. 

## Demografia
Liczba mieszkańców, stan na 1 stycznia:
| Rok                | 1930 | 1961 | 2020 |
| ------------------ | ---- | ---- | ---- |
| Liczba mieszkańców | 1489 | 2101 | 3410 |